# Ottikon, Gossau
Ottikon är en ort i kommunen Gossau i kantonen Zürich, Schweiz. 